# Shinkichi Kikuchi
Shinkichi Kikuchi, född 12 april 1967 i Iwate prefektur, Japan, är en japansk tidigare fotbollsspelare.